# Pascagoula
Pascagoula is een plaats (city) in de Amerikaanse staat Mississippi, en valt bestuurlijk gezien onder Jackson County.

## Demografie
Bij de volkstelling in 2000 werd het aantal inwoners vastgesteld op 26.200.
In 2006 is het aantal inwoners door het United States Census Bureau geschat op 23.719, een daling van 2481 (-9,5%).

## Geografie
Volgens het United States Census Bureau beslaat de plaats een oppervlakte van
47,2 km², waarvan 39,3 km² land en 7,9 km² water.

## Plaatsen in de nabije omgeving
De onderstaande figuur toont nabijgelegen plaatsen in een straal van 16 km rond Pascagoula.

## Geboren in Pascagoula
- Jimmy Buffett (1946-2023), rock-, country- en popzanger